# Medaille „Für Auszeichnung im militärischen Dienst“

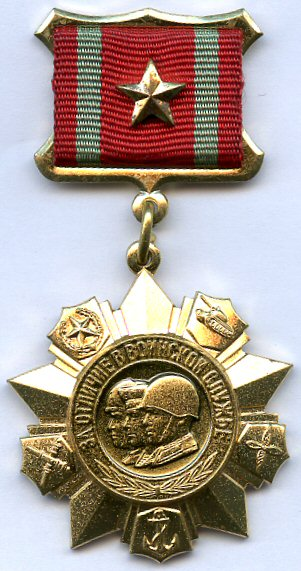
I. Klasse der Medaille

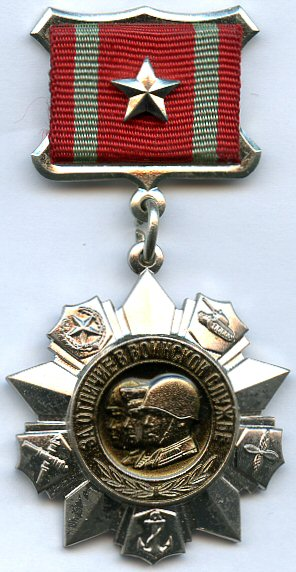
II. Klasse der Medaille

Die Medaille „Für Auszeichnung im militärischen Dienst“ (russisch Медаль «За отличие в воинской службе») war eine militärische Auszeichnung der ehemaligen Sowjetunion, welche am 28. Oktober 1974 in zwei Klassen geschaffen wurde. Bis zum Frühjahr 1981 waren über 3000 Soldaten mit der Medaille der I. Klasse sowie etwa 25.000 Soldaten mit der II. Klasse ausgezeichnet worden. Bis zur Auflösung der Sowjetunion im Dezember 1991 sollten es 20.000 bzw. 120.000 Beliehene werden.

## Verleihungsbedingungen
Die Medaille beider Klassen wurde für hervorragende militärische Leistungen und Verdienste um den Frieden verliehen. Mit ihr konnten alle Angehörigen der Sowjetarmee, der Seekriegsflotte, der Grenztruppen sowie der Truppen des Innern gewürdigt werden. Konkrete Verleihungsvoraussetzung waren ausgezeichnete Leistungen in der politischen und Gefechtsausbildung, bei Übungen sowie Manövern. Ferner im militärischen Bereich für Tapferkeit, Selbstlosigkeit und anderer Verdienste während des Wehrdienstes. Die Erstverleihung der I. Klasse erfolgte am 24. März 1975 an den Soldaten W. A. Spirin, der durch sein tapferes Verhalten bei der Festnahme von bewaffneten Verbrechern mit dieser Auszeichnung bedacht wurde. Die Erstverleihung der II. Klasse erfolgte bereits am 27. Februar 1975.

## Aussehen und Trageweise
Die Medaille der I. Klasse besteht aus Messing und schimmert golden. Die II. Klasse besteht hingegen aus Neusilber. Beide haben die Form eines gewölbten fünfzackigen Sterns, dessen Zwischenräume mit fünf Schildern ausgefüllt sind. Auf diesen sind die Embleme der Teilstreitkräfte der Roten Armee, Heer-Marine-Luftwaffe sowie zwei waffenspezifische Waffengattungen Artillerie-Panzer abgebildet. Der Abstand von Strahlspitze zu Strahlspitze beträgt 38 mm. Das Avers zeigt mittig ein aufgelegtes Medaillon mit einem Durchmesser von 23 mm und zeigt die links gewendeten Porträts eines Soldaten (vorn), eines Matrosen (Mitte) und eines Fliegers (hinten). Umschlossen wird diese Symbolik von einem Schriftring mit der obigen halbkreisförmigen Umschrift: За отличие в воинской службе (Für Auszeichnung im militärischen Dienst) sowie zwei gekreuzten Lorbeerzweigen in der unteren Hälfte des Ringes. Das Revers der Medaille ist glatt und leer gehalten.
Getragen wurde die Medaille an der linken oberen Brustseite des Beliehenen an einer roten rechteckigen Spange mit Einfassung. In das Band sind beidseitig drei Millimeter vom Rand entfernt zwei grüne senkrechte Mittelstreifen eingewebt. Zusätzlich ist mittig ein Stern in der Farbe der verliehenen Klasse aufgelegt. Die Interimsspangen sind jedoch von gleicher Beschaffenheit und zeigen keine Unterschiede der verliehenen Klasse.